# جیانلوکا اسپینلی
جیانلوکا اسپینلی (انگلیسی: Gianluca Spinelli؛ زادهٔ ۲۹ اکتبر ۱۹۶۶) مربی دروازه‌بان‌ها اهل ایتالیا است. وی هم‌اکنون به عنوان مربی دروازه‌بان‌ها در باشگاه فوتبال اینتر میلان و همچنین تیم ملی فوتبال ایتالیا فعالیت دارد.